# From the First Sting
Albums de Scorpions
Rock Believer
(2022)
Compilation de Scorpions
Born to Touch Your Feelings: The Best of Ballads
(2017)
From the First Sting est une double compilation du groupe de hard rock allemand Scorpions, qui sortira le 26 septembre 2025 via BMG. Publiée à l'occasion des 60 ans de carrière du groupe, elle retrace toute leur carrière en 31 chansons. Elle contient également deux inédites : « This Is My Song » (enregistré live en 1973 lors de l’émission Rock & Pop) et « Still Loving You » dans une version, mettant en vedette la violoniste britannique Vanessa Mae, enregistrée en 1996 lors de l’émission Taratata.

## Liste des pistes
| 1.  | In the Search of Peace of Mind            | Lonesome Crow (1972)                                  | 4:56 |
| 2.  | This Is My Song (live à Rock & Pop, 1973) | Inédit (version studio sur Fly to the Rainbow (1974)) | 4:14 |
| 3.  | Speedy's Coming                           | Fly to the Rainbow (1974)                             | 3:33 |
| 4.  | In Trance                                 | In Trance (1975)                                      | 4:42 |
| 5.  | Pictured Life                             | Virgin Killer (1976)                                  | 3:25 |
| 6.  | The Sails of Charon                       | Taken by Force (1977)                                 | 5:16 |
| 7.  | Top of the Bill (live)                    | Tokyo Tapes (1978)                                    | 6:39 |
| 8.  | Holiday                                   | Lovedrive (1979)                                      | 6:34 |
| 9.  | Always Somewhere                          | Lovedrive (1979)                                      | 4:57 |
| 10. | Lady Starlight                            | Animal Magnetism (1980)                               | 6:18 |
| 11. | The Zoo                                   | Animal Magnetism (1980)                               | 5:32 |
| 12. | No One Like You                           | Blackout (1982)                                       | 3:58 |
| 13. | When the Smoke Is Going Down              | Blackout (1982)                                       | 3:51 |
| 14. | Still Loving You                          | Love at First Sting (1984)                            | 6:28 |
| 15. | Rock You Like a Hurricane                 | Love at First Sting (1984)                            | 4:13 |
| 16. | Big City Nights                           | Love at First Sting (1984)                            | 4:08 |

| 1.  | Rock You Like a Hurricane (live)                           | World Wide Live (1985)                                 | 4:04 |
| 2.  | Believe in Love                                            | Savage Amusement (1988)                                | 5:20 |
| 3.  | Send Me an Angel                                           | Crazy World (1990)                                     | 4:32 |
| 4.  | Wind of Change                                             | Crazy World (1990)                                     | 5:10 |
| 5.  | Under the Same Sun                                         | Face the Heat (1993)                                   | 4:52 |
| 6.  | Still Loving You feat. Vanessa Mae (live à Taratata, 1996) | Inédit (version studio sur Love at First Sting (1984)) | 6:28 |
| 7.  | Mind Like a Tree                                           | Eye II Eye (1999)                                      | 5:34 |
| 8.  | You and I                                                  | Pure Instinct (1996)                                   | 6:22 |
| 9.  | Wind of Change avec l'orchestre philharmonique de Berlin   | Moment of Glory (2000)                                 | 7:36 |
| 10. | Always Somewhere                                           | Lovedrive (1979)                                       | 4:57 |
| 11. | Maybe I Maybe You                                          | Unbreakable (2004)                                     | 3:30 |
| 12. | Humanity                                                   | Humanity: Hour 1 (2007)                                | 5:26 |
| 13. | The Best Is Yet to Come                                    | Sting in the Tail (2010)                               | 4:32 |
| 14. | House of Cards                                             | Return to Forever (2015)                               | 5:05 |
| 15. | Rock Believer                                              | Rock Believer (2022)                                   | 3:57 |

| 1.  | In the Search of Peace of Mind                             | Lonesome Crow (1972)                                   | 4:56 |
| 2.  | This Is My Song (live à Rock & Pop, 1973)                  | Inédit (version studio sur Fly to the Rainbow (1974))  | 4:14 |
| 3.  | Speedy's Coming                                            | Fly to the Rainbow (1974)                              | 3:33 |
| 4.  | In Trance                                                  | In Trance (1975)                                       | 4:42 |
| 5.  | Pictured Life                                              | Virgin Killer (1976)                                   | 3:25 |
| 6.  | The Sails of Charon                                        | Taken by Force (1977)                                  | 5:16 |
| 7.  | Top of the Bill (live)                                     | Tokyo Tapes (1978)                                     | 6:39 |
| 8.  | Always Somewhere                                           | Lovedrive (1979)                                       | 4:57 |
| 9.  | The Zoo                                                    | Animal Magnetism (1980)                                | 5:32 |
| 10. | No One Like You                                            | Blackout (1982)                                        | 3:58 |
| 11. | Rock You Like a Hurricane                                  | Love at First Sting (1984)                             | 4:13 |
| 12. | Big City Nights                                            | Love at First Sting (1984)                             | 4:08 |
| 13. | Wind of Change                                             | Crazy World                                            | 5:10 |
| 14. | Still Loving You feat. Vanessa Mae (live à Taratata, 1996) | Inédit (version studio sur Love at First Sting (1984)) | 6:28 |
| 15. | Humanity                                                   | Humanity: Hour 1 (2007)                                | 5:26 |
| 16. | Rock Believer                                              | Rock Believer (2022)                                   | 3:57 |

## Personnel
- Rudolf Schenker - guitare rythmique et soliste sur toutes les pistes
- Klaus Meine - chant sur toutes les pistes
- Wolfgang Dziony - batterie sur la piste 1 du CD1 uniquement
- Lothar Heimberg - basse sur la piste 1 du CD1 uniquement
- Michael Schenker - guitare soliste sur la piste 1 uniquement
- Uli Jon Roth - guitare soliste sur les pistes 2 à 7 du CD1
- Francis Buchholz - basse sur les pistes 2 à 16 du CD1, 1 à 4 et 10 du CD2
- Jürgen Rosenthal - batterie sur les pistes 2 et 3 du CD1
- Rudy Lenners - batterie sur les pistes 4 et 5 du CD1
- Herman Rarebell - batterie sur les pistes 6, à 16 du CD1, 1 à 5 et 10 du CD2
- Matthias Jabs - guitare soliste et rythmique sur toutes les pistes sauf 1 à 7 du CD1
- Ralph Rieckermann - basse sur les pistes 5 à 9 du CD2
- James Kottak - batterie sur les pistes 6 à 14 du CD2
- Pawel Maciwoda - basse sur les pistes 11 à 15 du CD2
- Mikkey Dee - batterie sur la piste 15 du CD2 uniquement

## Référence
1. ↑  « SCORPIONS DÉVOILE LES DÉTAILS DE LA NOUVELLE COMPILATION FROM THE FIRST STING »